# Quimby (krater)
För andra betydelser, se Quimby.
Quimby är en nedslagskrater med en diameter på 23 kilometer, på planeten Venus. Quimby har fått sitt namn efter flygpionjären Harriet Quimby.